# Unione Sportiva Caratese 1942-1943
Questa voce raccoglie le informazioni riguardanti l'Unione Sportiva Caratese nelle competizioni ufficiali della stagione 1942-1943.

## Rosa
| N. |                   | Ruolo | Calciatore      |
| -- | ----------------- | ----- | --------------- |
|    | Italia (bandiera) | A     | F. Achilli      |
|    | Italia (bandiera) | C     | G. Borghesan    |
|    | Italia (bandiera) | P     | Giacomo Bosco   |
|    | Italia (bandiera) | C     | Giuseppe Casati |
|    | Italia (bandiera) | D     | M. Casati       |
|    | Italia (bandiera) | A     | D. Cedratti     |
|    | Italia (bandiera) | D     | B. Cei          |
|    | Italia (bandiera) | D     | B. Cesana       |
|    | Italia (bandiera) | P     | L. Colombo      |
|    | Italia (bandiera) | P     | Carlo Corbetta  |
|    | Italia (bandiera) | P     | Luigi De Nova   |
|    | Italia (bandiera) | C     | M. Filippini    |
|    | Italia (bandiera) | A     | R. Fumagalli    |
|    | Italia (bandiera) | D     | Luigi Giussani  |
|    | Italia (bandiera) | A     | V. Ghezzi       |

| N. |                   | Ruolo | Calciatore       |
| -- | ----------------- | ----- | ---------------- |
|    | Italia (bandiera) |       | U. Grechi        |
|    | Italia (bandiera) | A     | Luigi Longoni    |
|    | Italia (bandiera) | C     | Guido Macconi    |
|    | Italia (bandiera) | C     | A. Mauri         |
|    | Italia (bandiera) | C     | Alberto Molteni  |
|    | Italia (bandiera) | D     | A. Motta         |
|    | Italia (bandiera) | A     | N. Olmini        |
|    | Italia (bandiera) | D     | Olindo Pavanello |
|    | Italia (bandiera) | P     | E. Picchiottini  |
|    | Italia (bandiera) | A     | A. Romanò        |
|    | Italia (bandiera) | A     | B. Spinelli      |
|    | Italia (bandiera) | A     | G. Trezzi        |
|    | Italia (bandiera) | C     | C. Vertemati     |
|    | Italia (bandiera) | A     | P. Vertemati     |